# Futsal Rock Cup 2015
La Futsal Rock Cup 2015 fue la segunda (2.°) edición de la Futsal Rock Cup, la copa nacional de fútbol sala de Gibraltar, organizada por la Asociación de Fútbol de Gibraltar. Todos los partidos fueron disputados en el Tercentenary Sports Hall.
St. Joseph's Neptune Marine se proclamó campeón luego de vencer a Glacis United por 3 - 2 en la final.

## Rondas previas

### Rondas anteriores
- Lincoln Red Imps 13 - 2 Hound Doogs[2]

### Cuartos de final
| Local                    | Resultado | Visitante                   | Fecha               | Estadio                  |
| ------------------------ | --------- | --------------------------- | ------------------- | ------------------------ |
| Glacis United            | 9 − 3     | Lynx F. C.                  | 14 de marzo de 2015 | Tercentenary Sports Hall |
| Gibraltar Scorpions Res. | 6 − 8     | College 1975                | 14 de marzo de 2015 | Tercentenary Sports Hall |
| Boca Juniors             | 1 − 13    | St. Joseph's Neptune Marine | 14 de marzo de 2015 | Tercentenary Sports Hall |
| Gibraltar Scorpions      | 9 − 8     | Rock Pirate                 | 14 de marzo de 2015 | Tercentenary Sports Hall |

## Etapas finales
|  | Semifinales                 | Semifinales        |               |                             | Final              | Final              |  |
|  | 30 de mayo de 2015          | 30 de mayo de 2015 |               |                             | 31 de mayo de 2015 | 31 de mayo de 2015 |  |
|  |                             |                    |               |                             |                    |                    |  |
|  |                             |                    |               |                             |                    |                    |  |
|  | St. Joseph's Neptune Marine | 9                  |               |                             |                    |                    |  |
|  | St. Joseph's Neptune Marine | 9                  |               |                             |                    |                    |  |
|  | College 1975                | 2                  |               |                             |                    |                    |  |
|  | College 1975                | 2                  |               | St. Joseph's Neptune Marine | 3                  |                    |  |
|  |                             |                    |               | St. Joseph's Neptune Marine | 3                  |                    |  |
|  |                             |                    | Glacis United | 2                           |                    |                    |  |
|  | Glacis United               | 12                 | Glacis United | 2                           |                    |                    |  |
|  | Glacis United               | 12                 |               |                             |                    |                    |  |
|  | Gibraltar Scorpions         | 8                  |               |                             |                    |                    |  |
|  | Gibraltar Scorpions         | 8                  |               |                             |                    |                    |  |
|  |                             |                    |               |                             |                    |                    |  |